# Sant Valentí de Mur
Sant Valentí de Mur era una església del terme de Mur, actualment pertanyent al municipi de Castell de Mur, del Pallars Jussà.
Les ruïnes de la capella de Sant Valentí de Mur són dalt d'un turó al nord-oest, uns 10 minuts a peu del castell de Mur. Pertanyia a la col·legiata de Santa Maria de Mur.
Era una església romànica d'una sola nau, amb absis semicircular. Només en queden unes rengleres, però el traçat dels murs permet de veure'n perfectament la planta.